# 인회석
인회석(燐灰石, apatite)은 인산염 광물의 일종이다. 성분에 따라 OH-가 많은 경우 수산화인회석, Cl-가 많은 경우 염화인회석이라고 한다. 화학식은 Ca5(PO4)3(OH, F, Cl)이다.
인회석은 생물이 이용하는 몇 안되는 광물 중 하나이다. 수산화인회석은 치아의 에나멜질의 주요 성분이며, 뼈에도 많이 포함되어 있다. 플루오린화인회석은 수산화인회석보다 좀 더 강하다. 따라서 플루오린(불소)이 첨가된 물로 치아 에나멜질의 수산화인회석의 수산화 이온을 플루오린 이온으로 바꾸면 치아가 좀 더 튼튼해진다.
전기석과 비슷한 보석의 특징이 있지만 경도가 낮아서 깨지기 쉽고 연마하기 어렵다. 순수하지 않은 괴상의 인회석을 Phosphorite(포스포라이트)라고 한다.
인광석(Phosphate rock)은 인회석(Apatite)을 함유하는 암석이다.

## 같이 보기
- 광물의 목록